# Worker Placement
Worker Placement, auf Deutsch Arbeiterplatzierung, ist eine Spielmechanik bei Brettspielen, bei der die Spieler über eine begrenzte Anzahl an Aktionen pro Zug verfügen und diese über eine limitierte Anzahl von Spielfiguren durchführen. Als Mechanik wurde Worker Placement erst in den 2000er Jahren bekannt. Durch das Spiel Caylus erreichte es international eine größere Popularität. Seitdem gehört es zu den beliebtesten Spielmechaniken in Brettspielen und es basieren zahlreiche bekannte Spiele auf dem Worker Placement als Grundmechanik oder in Kombination mit anderen Mechaniken. International hat sich das Worker Placement zudem als ein typisches Kennzeichen der Eurogames etabliert, die eine eher indirekte und abstrakte Interaktion zwischen den Spielern in den Vordergrund stellen.

## Beschreibung
Die Grundidee eines Worker-Placement-Spiels besteht darin, dass die Mitspieler nacheinander jeweils eine begrenzte Anzahl von Aktionen pro Zug durchführen können und dafür eine entsprechende Anzahl von Spielsteinen oder -figuren besitzen. Diese können an definierten und für alle Mitspieler nutzbaren Feldern des Spielfelds eingesetzt werden, wobei die Anzahl dieser Felder und die der Figuren an diesen Feldern ebenfalls limitiert ist und in der Regel nur eine Spielfigur pro Runde eines dieser Felder besetzen darf. Auf diese Weise können einzelne Felder von Spielern blockiert werden und die Spieler müssen auf die Züge der Mitspieler reagieren. Bei einigen Spielen, etwa bei Räuber der Nordsee, werden zudem weitere Aktionen durch das Entfernen von Spielfiguren von einem Punkt ausgelöst.
Worker Placement wird entsprechend nur bei rundenbasierten Spielen eingesetzt, bei der die Mitspieler nacheinander spielen. Die Spielerreihenfolge erhält durch die Blockiermöglichkeit eine besondere Bedeutung, da ein früher einsetzender Spieler eine Aktion besetzen kann, die auch für spätere Mitspieler interessant ist. Sie kann dabei in den Runden variieren, etwa durch Weitergabe eines Startspielermarkers. In vielen Spielen kann sie oder die Rolle des Startspielers auch selbst durch den Einsatz eines Arbeiters definiert werden.
Die meisten Spiele mit Worker-Placement-Mechanik beginnen mit den gleichen Grundbedingungen für alle Spieler, die dann verschiedene Strategien nutzen. Vereinzelt gibt es auch Spiele mit bereits zu Spielbeginn vorhandenen Unterschieden der einzelnen Mitspieler, die durch zu Beginn verteilte Karten oder Fraktionseigenschaften definiert werden und im Spiel unterschiedliche Strategien der Spieler erfordern. Durch den Einsatz der Spielfiguren können in vielen Spielen weitere Ressourcen gewonnen werden, die dann wiederum komplexere Spielzüge ermöglichen. In der Regel werden durch die einzelnen Aktionen der Spielfiguren im Spiel direkt oder indirekt Siegpunkte generiert, deren Anzahl am Spielende zum Sieg führt.

## Geschichte

### Ursprung
Als Vorläufer der Worker-Placement-Mechanik wird die Rollenwahl (role selection) angegeben, bei denen die Spieler im Spiel unterschiedliche Rollen einnehmen und diese wählen können. Historisch können einfache Rollenwahlmechanismen bis zu dem historischen Spiel Hnefatafl zurückverfolgt werden, als erster Vertreter moderner Rollenwahlspiele gilt allerdings das Kartenspiel Verräter von Marcel-André Casasola Merkle aus dem Jahr 1998. Bei diesem Spiel können die Mitspieler zu Beginn jeder Runde aus einer begrenzten Kartenauswahl einen Charakter und damit für diese Runde individuelle Eigenschaften für das Spiel wählen, die damit für andere Spieler nicht mehr zur Verfügung stehen. Aufbauend auf Verräter wurden weitere Spiele entwickelt, darunter etwa Citadels als einer der bekanntesten Vertreter (auf Deutsch zuerst als Ohne Furcht und Adel erschienen), bei dem die Rollenwahl-Mechanik beinahe identisch übernommen wurde. Weiterentwicklungen der Rollenwahl gab es vor allem bei Puerto Rico (2002) und dessen Kartenspielableger San Juan (2004), beide von Andreas Seyfarth, bei denen die durch den aktiven Spieler gewählte Rolle von allen Mitspielern angenommen wird.
Als erstes Spiel, das einen klaren Worker-Placement-Mechanismus eingesetzt hat, gilt allgemein das Spiel Keydom von Richard Breese, das 1998 erschien und 2000 in Form von Morgenland neu aufgelegt wurde. Größere Bekanntheit erreichte der Mechanismus allerdings erst durch das Spiel Caylus von William Attia, das im Jahr 2005 bei Ystari Games erschien. Das Spiel wurde 2006 von der Spiel-des-Jahres-Jury mit dem Sonderpreis „Komplexes Spiel“ ausgezeichnet und erhielt neben weiteren Preisen den Deutschen Spielepreis. Bereits vorher gab es vereinzelt Spiele, die eine ähnliche Mechanik nutzten, darunter etwa Bus von Jeroen Doumen und Joris Wiersinga im Verlag Splotter Spellen. Aber auch Spiele wie Tikal (1999) oder Carcassonne (2000) weisen durch ihr Spielfiguren-Management bereits Merkmale der späteren Worker-Placement-Spiele auf, ohne selbst dazu gezählt zu werden.

### Weitere Entwicklung

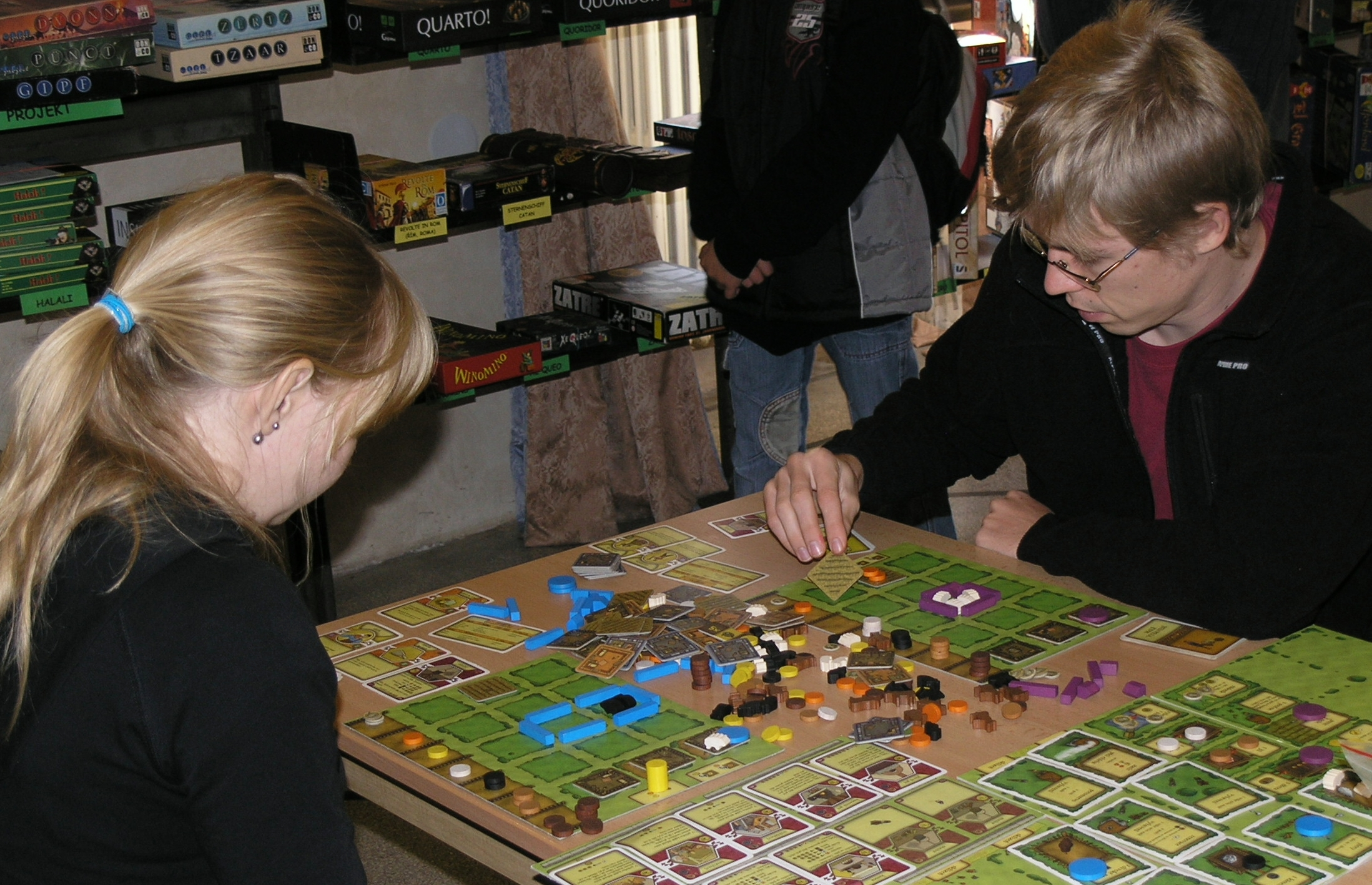
Agricola

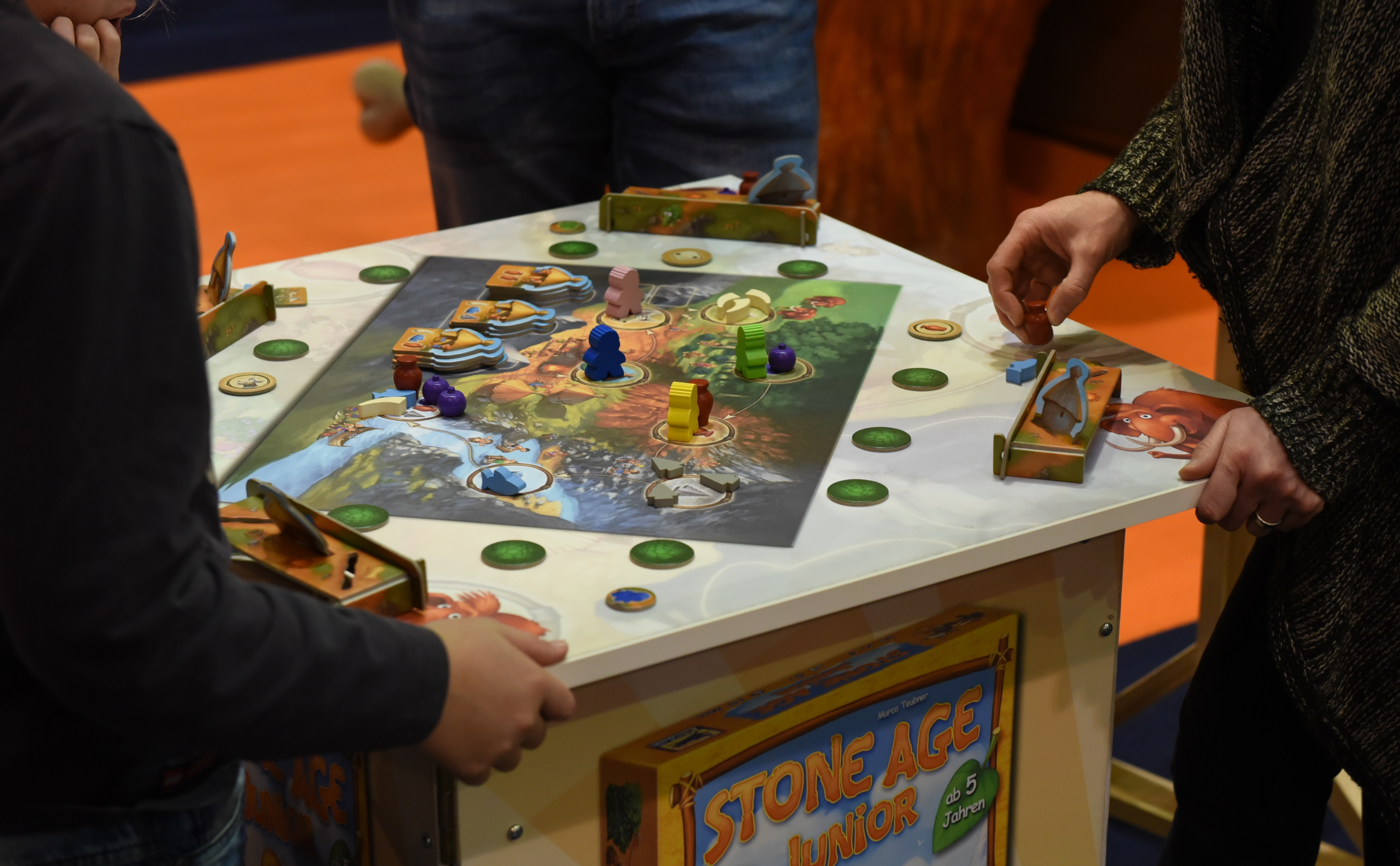
Stone Age Junior, Kinderspielvariante des Spiels Stone Age

Ausgehend von Caylus kamen zahlreiche neue Spiele auf den Markt, die die Worker-Placement-Mechanik einsetzen und teilweise mit anderen Spielmechaniken kombinierten Zu den bekanntesten und erfolgreichsten Spielen dieser Art gehörten in Deutschland etwa Agricola von Uwe Rosenberg aus dem Jahr 2007 sowie Stone Age von Bernd Brunnhofer (unter dem Pseudonym „Michael Tummelhofer“) im Jahr 2009. Vor allem Uwe Rosenberg entwickelte zudem zahlreiche weitere auf dem Worker Placement basierende Spiele, wobei er diese Mechanik in der Regel mit dem Ressourcenmanagement für verschiedene Rohstoffe und anderen Spielmechaniken kombiniert.
Die internationale Spieledatenbank BoardGameGeek verzeichnet aktuell (August 2018) mehr als 1800 Spiele mit einem Worker-Placement-Mechanismus.

### Varianten
Worker Placement wurde mit einigen weiteren Mechaniken kombiniert, sodass sich verschiedene Varianten entwickeln konnten. So nutzt das Spiel Tzolk’in – Der Maya-Kalender (2012) das Worker Placement in Kombination mit einem Zeitgeber in Form von Zahnrädern, die durch die Zeit, die diese auf den Rädern verbringen, wiederum einen direkten Einfluss auf die möglichen Aktionen der eingesetzten Spielfiguren haben.
Aufbauend auf der Worker-Placement-Mechanik entstanden auch direkte Ableitung wie das Dice Placement als Kombination des Würfelspiels mit dem Worker Placement, bei dem Würfel statt Spielfiguren eingesetzt werden. Da diese in der Regel vorher geworfen werden, spielen die Würfelwerte in diesen Fällen eine besondere Rolle. Zu den Spielen mit dieser Mechanik gehören unter anderen Kingsburg (2007), Troyes (2010), Auf den Spuren von Marco Polo (2015) oder Der Krieg der Knöpfe (2018).
Im Kontext der Legacy-Spiele, bei denen sich ein Brettspiel über mehrere Spielrunden entwickelt und kontinuierlich verändert, wurden mit Charterstone (2017) und Rise of Queensdale (2018) auch erste Worker-Placement-Spiele entwickelt, bei denen der Legacy-Aspekt integriert ist.

## Bekannte Worker-Placement-Spiele
International sind bis 2018 mehr als 1800 Spiele mit einer Worker-Placement-Mechanik erschienen und es gibt zahlreiche Autoren, die sich auf diese Spiele konzentrieren. Zu den bekanntesten Worker-Placement-Spielen gehören:
- Caylus (2005)
- Vor den Toren von Loyang (2005)
- Die Säulen der Erde (2006)
- Agricola (2007)
- Kingsburg (2007; Dice Placement)
- Le Havre (2008)
- Dungeon Lords (2009)
- Carson City (2009)
- Stone Age (2009)
- Dominant Species (2010)
- Alien Frontiers (2010; Dice Placement)
- Troyes (2010; Dice Placement)
- Village (2011)
- Tzolk’in – Der Maya-Kalender (2012)
- Keyflower (2012)
- Lords of Waterdeep (2012)
- Targi (2012)
- Russian Railroads (2013)
- Viticulture (2013)
- Caverna (2013)
- Glück auf (2013)
- Orléans (2014)
- Kanban: Automotive Revolution (2014)
- Five Tribes (2014)
- My Village (2015)
- Auf den Spuren von Marco Polo (2015)
- Mombasa (2016)
- Stone Age Junior (2016)
- Räuber der Nordsee (2017)
- Ein Fest für Odin (2017)
- Chimera Station (2017; veränderbare Worker)
- Charterstone (2017; Legacy-Spiel)
- The Rise of Queensdale (2018; Legacy-Spiel)
- Rajas of the Ganges (2018; zusätzlicher Würfeleinsatz)
- Everdell
- Das tiefe Land (2018)
- Der Krieg der Knöpfe (2018; Dice Placement)
- Parks (2019)
- Pan Am (2020)
- Die verlorenen Ruinen von Arnak (2020)
- Flamecraft (2022)
- Bier Pioniere (2023)

## Belege
1. 1 2 3 4 5 6  „Role Selection / Worker Placement.“ In: Stewart Woods: Eurogames: The Design, Culture and Play of Modern European Board Games. McFarland, 2012; S. 95–96. ISBN 978-0-7864-6797-6, (Google Books)
2. ↑  Matt Pavlovich: Mechanic Archetypes – Worker Placement. Games Precipice, 7. Dezember 2015; abgerufen am 29. August 2018
3. 1 2  Derek Turner: Worker Placement Games: An Introduction (Memento des Originals vom 30. August 2018 im Internet Archive)  Info: Der Archivlink wurde automatisch eingesetzt und noch nicht geprüft. Bitte prüfe Original- und Archivlink gemäß Anleitung und entferne dann diesen Hinweis., Of Dice and Men 7. April 2017; abgerufen am 30. August 2018
4. ↑  Worker Placement, Beschreibung in der Spieledatenbank BoardGameGeek; abgerufen am 28. August 2018
5. ↑  Sam Desatoff: Labor and Love: A Look at Worker Placement Games. unwinnable.com, 2. Februar 2017; abgerufen am 28. August 2018